# Gahanisca
Gahanisca is een geslacht van vliesvleugeligen uit de familie Pteromalidae. De wetenschappelijke naam van dit geslacht is voor het eerst geldig gepubliceerd in 1969 door Hedqvist.

## Soorten
Het geslacht Gahanisca is monotypisch en omvat slechts de volgende soort:
- Gahanisca gnathocerus Hedqvist, 1969